# Покорный, Ян
Ян Покорный (чеш. Jan Pokorný, также известный под сценическим именем «Покач» (чеш. Pokáč); род. 25 июля 1990 года, Прага) — чешский музыкант, певец, поэт, автор-исполнитель песен.

## Биография
Ян Покорный родился 25 июля 1990 года в Праге. Окончил электротехнический факультет Чешского технического университета по специальности программная инженерия.
Обручён с чешской легкоатлеткой Элишкой Клучиновой. Дети — два сына, Теодор и Тобиаш.

## Творчество
Первоначально получил известность как автор текстов для музыканта Voxel (Вацлава Лебеды).
Как правило, выступает сольно, аккомпанируя себе на гитаре и укулеле. Выпустил четыре студийных альбома: Vlasy (2017), Úplně levej (2019), Antarktida (2021) и Rodinné album (2023). За альбом Úplně levej был номинирован на премию Anděl как сольный исполнитель, но её не получил. В 2022 году дал концерт на одной из крупнейших площадок Чехии — O2 Арене, при этом признавался, что ему ближе камерный (клубный) формат выступлений.
В текстах песен часто затрагивает темы повседневной жизни и социальные вопросы, его довольно простые истории полны юмора и иронии. Рецензент сайта musicserver.cz называет Покача хитмейкером поколения, родившегося в 1990-е годы, и преемником музыканта Xindl X.

## Дискография
Студийные альбомы
- Vlasy 2017
- Úplně levej 2019
- Antarktida 2021
- Rodinné album 2023

Синглы
- Zejtra je taky den 2013
- Stereotypy 2014
- Ekosong 2014
- Vymlácený entry 2015